# Барбара Лантош
Барбара Лантош (на унгарски: Lantos Barbara) е унгарски психоаналитик.

## Биография
Родена е през 1896 година в Будапеща, Австро-Унгария. Завършва Университет в Будапеща през 1918 г. Там е в един студентски кръг, наречен „Галилей“, с Терезе Бенедек, Едит Дьомрьои и Лили Хайду. След това се премества в Германия и там се запознава с психоанализата благодарение на Бенедек. После продължава обучението си с Ханс Закс. С идването на нацистите напуска Германия през 1933 г. и се установява в Париж. През 1935 г. се премества във Великобритания и става член на Британското психоаналитично общество. Участва в работата на детските заведения на Ана Фройд.
Умира на 10 септември 1962 година в Лондон на 66-годишна възраст.

## Кратка библиография
- Analyse einer Konversionshysterie im Klimakterium. IZP 15 (1), 1929, 114 – 130
- Work and the instincts. IJP 24, 1943, 114 – 119
- Metapsychological considerations on the concept of work. IJP 33, 1952, 439 – 443
- On the motivation of human relationships. A preliminary study based on the concept of sublimation. IJP 36, 1955, 267 – 288
- Julia Mannheim 1895 – 1955. IJP 37, 1956, 197 – 198
- The two genetic derivations of aggression with reference to sublimation and neutralization. IJP 39, 1958, 116 – 120
- The theory of the parent-infant relationship. IJP 43, 1962, 249